# Kobylin (gromada w powiecie grójeckim)
Kobylin – dawna gromada, czyli najmniejsza jednostka podziału terytorialnego Polskiej Rzeczypospolitej Ludowej w latach 1954–1972.
Gromady, z gromadzkimi radami narodowymi (GRN) jako organami władzy najniższego stopnia na wsi, funkcjonowały od reformy reorganizującej administrację wiejską przeprowadzonej jesienią 1954 do momentu ich zniesienia z dniem 1 stycznia 1973, tym samym wypierając organizację gminną w latach 1954–1972.
Gromadę Kobylin z siedzibą GRN w Kobylinie utworzono – jako jedną z 8759 gromad – w powiecie grójeckim w woj. warszawskim, na mocy uchwały nr VI/10/5/54 WRN w Warszawie z dnia 5 października 1954. W skład jednostki weszły obszary dotychczasowych gromad Janówek, Kobylin, Lisówek Mieczysławówka, Marianów, Maciejowice (z wyłączeniem kolonii Zakrzewska Wola) i Słomczyn ze zniesionej gminy Kobylin oraz obszar dotychczasowej gromady Żyrówek ze zniesionej gminy Drwalew w tymże powiecie. Dla gromady ustalono 15 członków gromadzkiej rady narodowej.
1 stycznia 1959 do gromady Kobylin przyłączono obszar zniesionej gromady Bikówek w tymże powiecie oraz wsie Grudzkowola, Kępina, Papierowice i Wólka Turowska ze znoszonej gromady Skurów tamże.
31 grudnia 1959 do gromady Kobylin przyłączono obszar zniesionej gromady Kociszew oraz wieś Falencin ze znoszonej gromady Miedzechów w tymże powiecie.
Gromada przetrwała do końca 1972 roku, czyli do kolejnej reformy gminnej.